# Popowo Salęckie
Popowo Salęckie (dawniej Popowenm od 17. w. Plaffendorf) – wieś w Polsce położona w województwie warmińsko-mazurskim, w powiecie mrągowskim, w gminie Mrągowo.
W latach 1975–1998 miejscowość administracyjnie należała do województwa olsztyńskiego.
Wieś założona na planie ulicówki. Według Gustawa Leydinga nazwa wsi wywodzi się od przezwiska pop (lub od nazywania osób duchownych słowem pop, zamiast ksiądz, pastor) – założyciela wsi.

## Historia
Wieś czynszowa lokowana na 50 włókach na prawie chełmińskim w 1566 r. przez Jakuba Glińskiego z Białej Piskiej (polskiego proboszcza z parafii ewangelickiej w Białej Piskiej, zwanego popem), który otrzymał od księcia Albrechta siedem włók sołeckich (wolnych od czynszu). Na początku XVII w. Popowo należało rodu Lehndorffów. W 1630 r. Cyprian Willamovius (Wilamowski) – pisarz grodzki z Szestna – kupił Popowo liczące 30,5 włóki od podpułkownika Fabiana Lehndorfa (który został starostą Szestna, sprzedał Popowo z 30 łanami oraz półłanowym ostrowiem). W 1662 r. w dokumentach Popowo obejmowało 41 włók. Jesienią 1657 r., na skutek najazdu tatarskiego, Popowo uległo całkowitemu zniszczeniu, zginęło 77 mieszkańców. Pozostały jednak grunty rolne z zasiewami, dlatego szybko nastąpiło ponowne zasiedleniu wsi, w całości przez ludność pochodzenia polskiego. W 1693 r. byli tu sami Polacy (w tym polska szlachta Łosiów i Langheim-Borkowskich). 
Szkoła we wsi powstała przed 1740 rokiem. Według spisu z 1785 r. w Popowie było 27 "dymów" (gospodarstw domowych). W 1818 r. w tutejszej szkole nauczano po polsku, a uczęszczało 25 dzieci (szkoła jednoklasowa). W tym czasie nauczycielem był Michał Rzepacko. W 1823 r. we wsi było 184 mieszkańców. W 1838 r. odnotowano 36 "dymów" z 300 mieszkańcami. W 1849 r. wieś liczyła 35 budynków mieszkalnych i 312 mieszkańców, w 1870 r. mieszkało w Popowie 320 osób. W 1871 r. do obszaru wiejskiego włączono gospodarstwo dworskie tzw. Młynowo Górne (Ober Muhlenthal) (część Młynowa), gdzie 1 maja 1879 r. uruchomiono przystanek kolei wąskotorowej na linii Mrągowo - Kętrzyn. 
W urzędowym spisie miejscowości z 1928 r. Młynowo Górne traktowane było łącznie z Popowem. Na przełomie XIX i XX wieku w Popowie było gospodarstwo dworskie obejmujące 17 włók, należące w tym czasie do Augusta Kajma (w posiadaniu tej rodziny do 1945 r.). W 1907 r. folwark obejmował 201,3 ha i specjalizował się w hodowli bydła rodowodowego i koni. 
W okresie międzywojennym działająca w Popowie spółka wodnomelioracyjna zbudowała dwie elektryczne przepompownie. W 1928 r. Popowo stanowiło "wieś z wybudowaniem i folwark" i mieszkało tu łącznie 302 mieszkańców. W 1935 roku w szkole uczyło się 30 dzieci a Popowo należało do parafii w Szestnie. W 1939 r. we wsi mieszkało 249 osób. W tym czasie było tu 55 gospodarstw domowych, w tym 24 rolnicze, z których 8 miało wielkość w granicach 10-20 ha, 6 w granicach 20-100 ha i jedno ponad 100 ha. 
W 1945 r. mieszkańcy w trakcie ucieczki zostali zawróceni przez oddziały Armii Czerwonej, zabudowa wsi nie ucierpiały w czasie działań wojennych.

## Osoby związane z Popowem Salęckim
- Katarzyna Enerlich, pisarka i poetka (mieszka w Popowie).